# 沙河 (锦江支流)
沙河是流经中國四川省成都市城区东北部及东郊，属岷江水系，起止点为金牛区洞子口和锦江区河心村，干流长约22.2公里。沙河河道断面最宽处为55米，最窄处仅18.58米，河道深2.5-6.7米，平均水深约为4米，多年平均水量为4.9亿立方米，年平均流量为每秒15.54立方米。 　　
沙河有成都"生命河"之称，市区工业及生活用水总量的90%都由沙河供给。同时沙河还为沿河及4万多亩农田提供灌溉水源，肩负着成都东郊106平方公里区域的防汛、排洪任务等，整个沙河现有11座水闸，3座跌水及3座小型发电站。

## 沙河综合整治工程
投资32.48亿元的沙河综合整治工程，于2001年11月28日开工，2004年12月30日完工，改善了沙河的环境。